# Epacanthion gorgonocephalum
Epacanthion gorgonocephalum är en rundmaskart som beskrevs av Suzanne I. Warwick 1970. Epacanthion gorgonocephalum ingår i släktet Epacanthion och familjen Enoplidae. Inga underarter finns listade i Catalogue of Life.